# Canal Van Starkenborgh

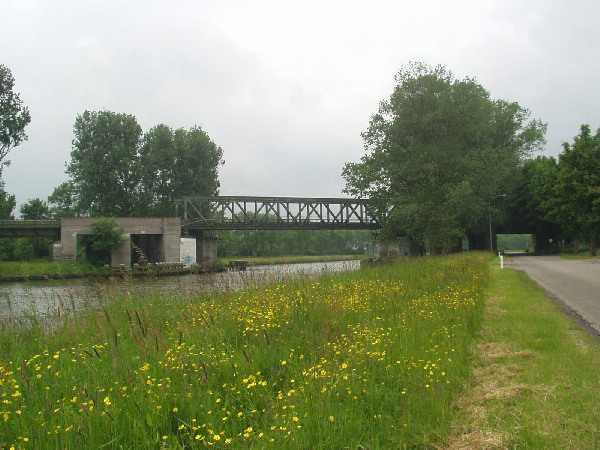
Pont de chemin de fer sur le Canal Van Starkenborgh

Le Canal Van Starkenborgh (en néerlandais Van Starkenborghkanaal) est un canal néerlandais de la province de Groningue.

## Géographie
Le canal relie le Canal de la Princesse Margriet à Stroobos au Canal de l'Ems près de la ville de Groningue. Le canal est de 27 km.
Le long du Canal Van Starkenborgh se situent les villages de Stroobos, Gaarkeuken, Grijpskerk, Zuidhorn, Noordhorn, Aduard et la ville de Groningue. Le canal communique (entre autres) avec l'Aduarderdiep et le Peizerdiep.

## Aménagement des eaux
Étant donné la différence entre le niveau d'eau de la Frise, de l'ouest de la province de Groningue et de l'est de celle-ci, deux écluses sont nécessaires pour régulariser le niveau d'eau du canal. L'une est située à l'ouest, à Gaarkeuken, sur la frontière Frise-Groningue, l'autre est situé à l'est, près de la ville de Groningue.

## Histoire
Pendant les années 1930, on a réalisé un nouvel itinéraire de navigation fluviale pour relier l'IJsselmeer et Lemmer à Groningue. Cette liaison est composée du Canal de la Princesse Margriet en Frise et du Canal Van Starkenborgh en Groningue. Le tronçon entre la ville de Groningue et Zuidhorn a été construit à cette occasion. Pour le tronçon reliant Zuidhorn à Stroobos, sur la frontière entre la Frise et Groningue, on a élargi et aménagé le Hoendiep existant.
En novembre 1938, le canal a été officiellement inauguré par la reine Wilhelmina. Le canal a été nommé d'après le commissaire de la Reine de la province de Groningue de l'époque, Edzard Tjarda van Starkenborgh Stachouwer.

## Source
- (nl) Cet article est partiellement ou en totalité issu de l’article de Wikipédia en néerlandais intitulé « Van Starkenborghkanaal » (voir la liste des auteurs).